# اوپاتوویتسه ناد لابم
اوپاتوویتسه ناد لابم (به چکی: Opatovice nad Labem) یک منطقهٔ مسکونی در جمهوری چک است که در ناحیه پاردوبیتسه واقع شده‌است. اوپاتوویتسه ناد لابم ۲٬۲۴۱ نفر جمعیت دارد.